# Olympische Sommerspiele 1964/Teilnehmer (Türkei)
| Gelbes Symbol für Goldmedaillen mit stilisierten Olympischen Ringen | Graues Symbol für Silbermedaillen mit stilisierten Olympischen Ringen | Braundes Symbol für Bronzemedaillen mit stilisierten Olympischen Ringen |
| ------------------------------------------------------------------- | --------------------------------------------------------------------- | ----------------------------------------------------------------------- |
| 2                                                                   | 3                                                                     | 1                                                                       |

Die Türkei nahm an den Olympischen Sommerspielen 1964 in Tokio mit einer Delegation von 23 männlichen Athleten an 24 Wettkämpfen in vier Sportarten teil.
Die türkischen Sportler gewannen zwei Gold- und drei Silbermedaillen sowie eine Bronzemedaille. Wie schon vier Jahre zuvor gelangen alle Medaillengewinne im Ringen. Olympiasieger wurden İsmail Ogan (Weltergewicht) und Kâzım Ayvaz (Leichtgewicht) im griechisch-römischen Stil, Silber gewannen Hüseyin Akbaş (Bantamgewicht), Hasan Güngör (Mittelgewicht) und Ahmet Ayık (Halbschwergewicht) im Freistil. Die Bronzemedaille sicherte sich Hamit Kaplan (Schwergewicht) im Freistil. Fahnenträger bei der Eröffnungsfeier war der Leichtathlet Çetin Şahiner.

## Teilnehmer nach Sportarten

### Gewichtheben
- Sadık Pekünlü
Halbschwergewicht: 11. Platz

### Leichtathletik
Männer
- Muharrem Dalkılıç
5000 m: im Vorlauf ausgeschieden
10.000 m: Rennen nicht beendet

- Çetin Şahiner
110 m Hürden: im Vorlauf ausgeschieden

- Cahit Önel
3000 m Hindernis: im Vorlauf ausgeschieden

- Aşkın Tuna
Dreisprung: 23. Platz

### Ringen
- Cemal Yanılmaz
Fliegengewicht, Freistil: 4. Platz

- Hüseyin Akbaş
Bantamgewicht, Freistil: Silber

- Hayrullah Şahinkaya
Federgewicht, Freistil: in der 2. Runde ausgeschieden

- Mahmut Atalay
Leichtgewicht, Freistil: 4. Platz

- İsmail Ogan
Weltergewicht, Freistil: Gold

- Hasan Güngör
Mittelgewicht, Freistil: Silber

- Ahmet Ayık
Halbschwergewicht, Freistil: Silber

- Hamit Kaplan
Schwergewicht, Freistil: Bronze

- Burhan Bozkurt
Fliegengewicht, griechisch-römisch: in der 3. Runde ausgeschieden

- Ünver Beşergil
Bantamgewicht, griechisch-römisch: 8. Platz

- Müzahir Sille
Federgewicht, griechisch-römisch: in der 2. Runde ausgeschieden

- Kâzım Ayvaz
Leichtgewicht, griechisch-römisch: Gold

- Mithat Bayrak
Weltergewicht, griechisch-römisch: in der 3. Runde ausgeschieden

- Yavuz Selekman
Mittelgewicht, griechisch-römisch: in der 4. Runde ausgeschieden

- Gıyasettin Yılmaz
Halbschwergewicht, griechisch-römisch: in der 4. Runde ausgeschieden

- Hamit Kaplan
Schwergewicht, griechisch-römisch: in der 2. Runde ausgeschieden

### Segeln
- Haluk Kakış
Finn-Dinghy: 25. Platz

- Erdoğan Arsal
Flying Dutchman: 20. Platz

- Metin Akdurak
Flying Dutchman: 20. Platz